# 기원전 550년

## 탄생
- 페르시아 아케메네스 왕조의 황제 - 다리우스 1세